# Ahora sé que me quieres
«Ahora sé que me quieres» es una canción del grupo pop español Fórmula V, publicada en 1971. 

## Descripción
Canción de estribillo pegadizo y destinada al público juvenil, constituyó uno de los mayores éxitos en la historia del grupo.
El tema está incluido en el tercer álbum de estudio de la banda, titulado precisamente Fórmula V.